# Ultima (seria)
Ultima – seria dziewięciu komputerowych gier fabularnych, których akcja toczy się w mistycznej krainie pełnej potworów, smoków, gdzie spotkać można inteligentne rasy takie jak ludzie, krasnoludy, gargulce czy elfy. Pierwsza wersja gry (Ultima: The First Age of Darkness) wydana została 15 czerwca 1980 roku i cieszyła się dużym powodzeniem wśród miłośników tematyki fantasy. Zainteresowanie spowodowało powstanie kolejnych wersji gry, aż do ostatniej – Ultima IX: Ascension. Na podstawie sagi powstała także jedna z pierwszych (poza MUDami) gier MMORPG – Ultima Online.

## Gry

### Podstawowa seria
- Ultima I: The First Age of Darkness (1980)
- Ultima II:The Revenge of the Enchantress (1982)
- Ultima III: Exodus (1983)

- Ultima IV: Quest of the Avatar (1985)
- Ultima V: Warriors of Destiny (1988)
- Ultima VI: The False Prophet (1990)

- Ultima VII: The Black Gate (1992)
  - Ultima VII: Forge Of Virtue (dodatek) (1993)
- Ultima VII Part 2: Serpent Isle (1993)
  - Ultima VII Part 2: The Silver Seed (dodatek) (1993)
- Ultima VIII: Pagan (1994)
- Ultima IX: Ascension (1999)

### Inne gry w serii
- Akalabeth: World of Doom (albo Ultima 0) (1980)
- Ultima: Escape from Mt. Drash (1983) – wyprodukowana przez Sierra On-Line, bez pozwolenia Richarda Garriotta

- Ultima: Worlds of Adventures (albo Worlds of Ultima):
  - Worlds of Ultima: The Savage Empire (1990)
  - Ultima: Worlds of Adventure 2: Martian Dreams (1991)

- Ultima Underworld:
  - Ultima Underworld: The Stygian Abyss (1991)
  - Ultima Underworld II: Labyrinth of Worlds (1993)

### Nieopublikowane gry z serii
- Arthurian Legends (projekt zawieszono w 1993 r.)
- Ultima VIII: The Lost Vale (dodatek, projekt zawieszono w 1994 r.)
- Ultima Worlds Online: Origin (albo Ultima Online 2, projekt zawieszono w 2001 r.)
- Ultima X: Odyssey (projekt zawieszono w 2004 r.)